# North Bend (Ohio)
North Bend – wieś w Stanach Zjednoczonych, w stanie Ohio, w hrabstwie Hamilton.